# Benito Juárez el Plan
Benito Juárez el Plan är en ort i Mexiko.   Den ligger i kommunen Cacahoatán och delstaten Chiapas, i den sydöstra delen av landet, 900 km sydost om huvudstaden Mexico City. Benito Juárez el Plan ligger 1 281 meter över havet och antalet invånare är 271.
Terrängen runt Benito Juárez el Plan är bergig åt nordost, men åt sydväst är den kuperad. Runt Benito Juárez el Plan är det ganska tätbefolkat, med 155 invånare per kvadratkilometer. Närmaste större samhälle är Cacahoatán, 10,7 km söder om Benito Juárez el Plan. I omgivningarna runt Benito Juárez el Plan växer i huvudsak städsegrön lövskog.